# Ogród Zamkowy w Leicesterze

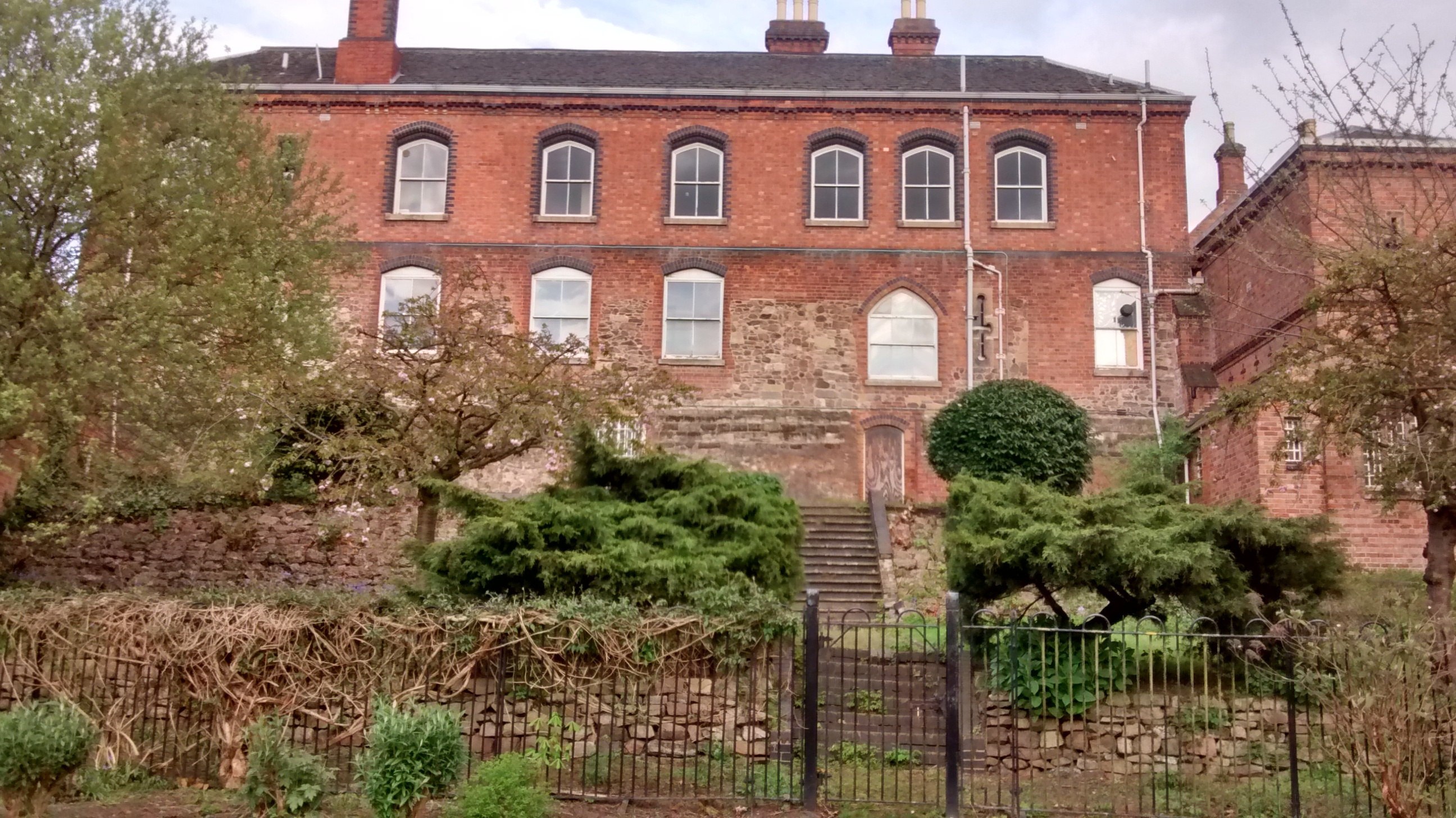
Ogród w tle jeden z budynków zamku

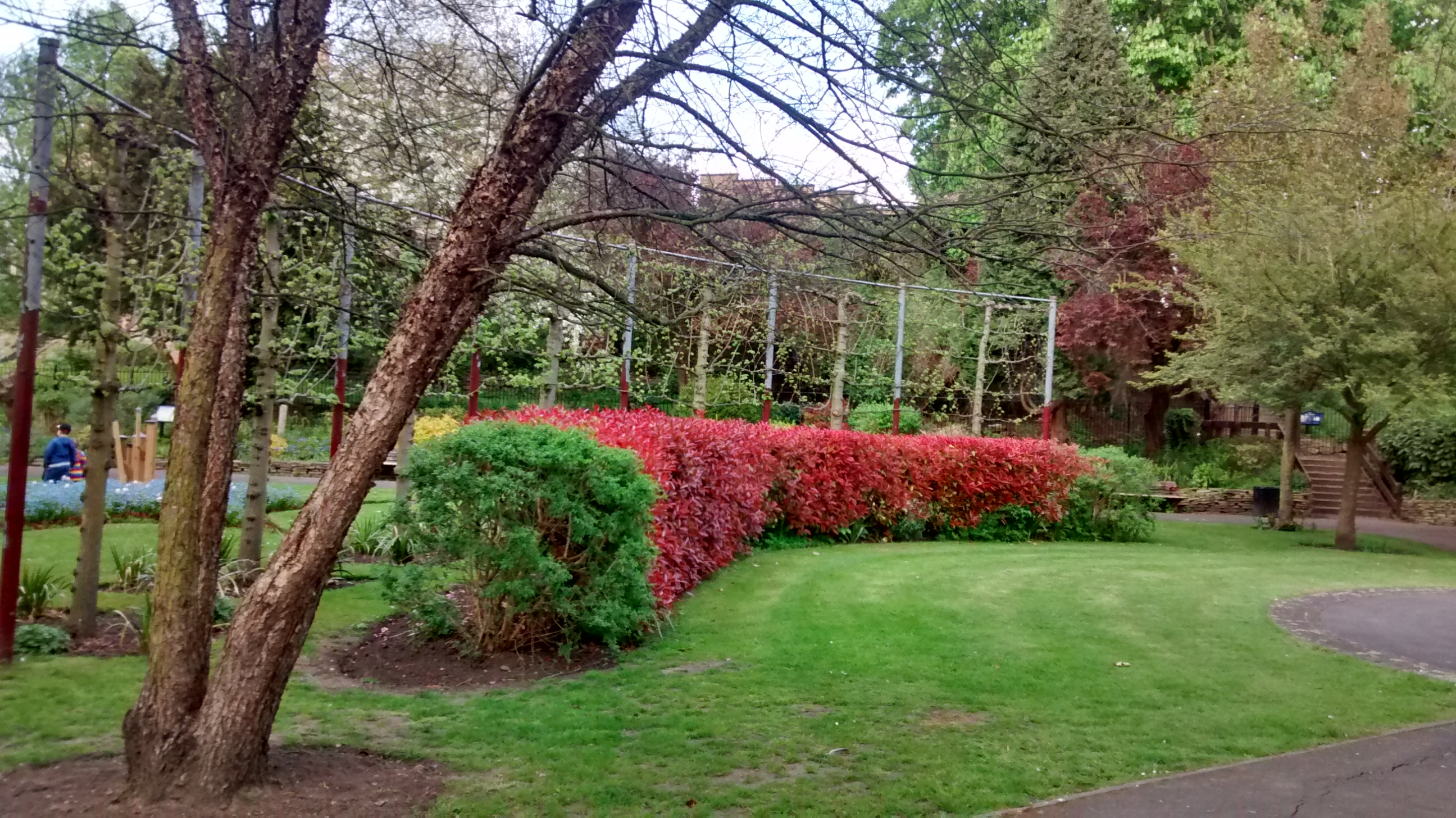
Krzewy w ogrodzie (kwiecień 2015)

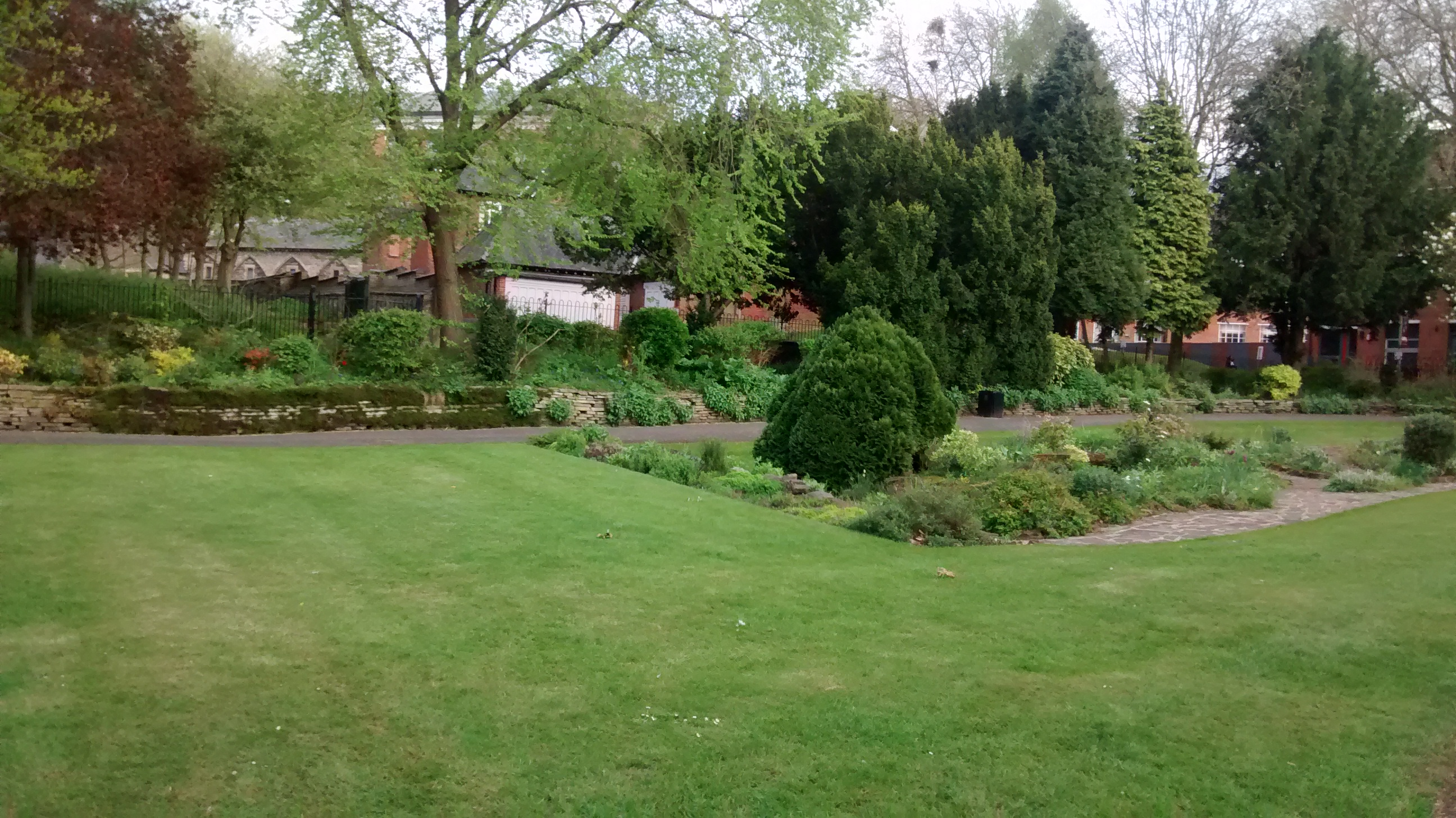
Ogród zamkowy

Ogród Zamkowy (ang. Castle Gardens) - ogród położony przy Zamku Leicester w Wielkiej Brytanii.
Ogród położony w centrum miasta na południowo-zachodniej stronie przy rzece Soar. W ogrodzie znajduje się pomnik Króla Anglii Ryszarda III upamiętniający bitwę pod Bosworth.
Ogród w okresie letnim ucharakteryzowany przepięknymi kwiatami. W ogrodzie można zobaczyć różne gatunki, kwiatów, krzewów, drzew. Część ogrodu skalista z krzewami płożącymi.
W okresie letnim odbywa się co roku festiwal związany z historią zamku.
Ogród czynny cały rok bezpłatny, zamykany w okresie jesienno zimowym o 17.00 w okresie letnim 21.30.